# Parastacus brasiliensis
Parastacus brasiliensis (von Martens, 1869) é uma espécie de crustáceo endêmico do Rio Grande do Sul, no do Brasil. Pertence à família Parastacidae. É um lagostim de água doce, ocorrendo nas bacias que formam o lago Guaíba. Escava suas habitações nas margens úmidas e argilosas de pequenos ambientes lóticos, como arroios, riachos e fontes.